# Øerne
Øerne (dänisch: „die Inseln“) ist eine traditionelle und halboffizielle Bezeichnung der dänischen Inseln Seeland, Fünen, Lolland, Falster, Møn sowie der dazugehörigen kleineren Inseln.
Neben Øerne sind die traditionellen Gebiete Jütland und Bornholm, letztere trotz ihrer kleinen Fläche wegen der abgelegenen Lage in der Ostsee.
Die Begriffe werden oft in Wetterberichten sowie in offiziellen Statistiken, Gesetzestexten und anderem verwendet. Bis zur Anpassung des Wahlgesetzes zum Folketing im Zuge des 2007 durchgeführten Kommunalreforms war Dänemark noch in drei Oberwahlbezirke eingeteilt: Jütland, die Inseln (einschl. Bornholm) und die Hauptstadt (Kopenhagen und Frederiksberg).
Heute wird der Umfang der Bezeichnung "Inseln" nicht mehr immer von allen gleich verstanden. Oft wird Bornholm mit einbezogen; manchmal wird von "Fünen und den Inseln" oder "Seeland und den Inseln" gesprochen, wobei die kleineren Inseln, die jeweils Fünen bzw. Seeland umgeben, gemeint werden.
Historische Vorläufer der heutigen Begriffe waren die mittelalterlichen Länder Dänemarks. Kulturell und sprachlich haben die Inseln viele gemeinsame Merkmale. Die Dialektgruppe der Inseln wird als Ømål ("Inselsprache(n)") eingestuft.